# Csorszu bazár
A Csorszu bazár (perzsául بازار چارسو, üzbégül Чорсу бозор) Taskent központi piaca.

## Története
A bazár négy út kereszteződésében fekszik Taskent óvárosában, erre utal a neve (keresztút, négy vízfolyás) is. A bazár az egyik legrégebbi Közép-Ázsiában, már a középkorban is használták a Selyemút egyik fontos állomásaként. A piac középpontjában egy kupolás csarnok áll, amely az 1980-as években épült. A létesítmény, a termékektől függően, négy nagyobb részre, élelmiszerek, kézműves termékek, ruhák és egyéb árucikkek piacára oszlik.